# Nose riding
Nose riding, letteralmente tradotto dall'inglese cavalcare in punta, è un termine tipico del mondo del surf, con il quale si indica la tecnica usata dai surfisti che usano longboard, i quali, mentre stanno cavalcando l'onda, si spostano sulla punta della tavola, tenendo i piedi sulla punta, con le dita che sporgono dalla tavola di un piede (hangfive) o di due piedi (hang ten), tenendo le spalle e la parte alta del corpo in posizione arretrata per mantenere un migliore bilanciamento.